# Emil Berglund (ishockeyspelare)
Emil Berglund, född 28 mars 1994, är en svensk professionell ishockeyspelare som senast spelade för Djurgårdens IF i hockeyallsvenskan. Hans moderklubb är Väsby IK.
Emil är son till den före detta professionella ishockeyspelaren Charles Berglund.